# احمد میرعلائی
احمد میرعلائی (۲۱ فروردین ۱۳۲۱ – ۲ آبان ۱۳۷۴) از مترجمان پرکار ایرانی بود.

## فعالیت‌ها
وی از سال ۱۳۴۸ به بعد در دانشگاه‌های اصفهان، هنرهای دراماتیک، دانشگاه صنعتی اصفهان، دانشگاه هنر، دانشگاه آزاد و کراچی به تدریس پرداخت و به مدت ۴ سال در مؤسسه انتشارات فرانکلین تا سال ۱۳۵۱ به ویراستاری آثار ادبی مشغول بود.
او همچنین در فاصله سال‌های ۱۳۴۶ تا ۱۳۵۵ سردبیری مجله‌های کتاب امروز، فرهنگ و زندگی، آیندگان ادبی و جنگ اصفهان را برعهده داشت و بین سال‌های ۱۳۵۵ تا ۱۳۵۷ سرپرستی خانه فرهنگ ایران در دهلی و بین سال‌های ۱۳۵۷ تا ۱۳۵۹ مسئول خانه فرهنگ ایران در کراچی بوده‌است.
احمد میرعلایی از مترجمانی است که برای نخستین بار فارسی زبانان را با نویسندگان بزرگی همچون بورخس، میلان کوندرا، اکتاویو پاز، گراهام گرین و ویلیام گولدینگ آشنا کرده‌است. او طبع و ذوق فراوانی در ترجمه شعر داشت و ترجمه کتابهای سنگ آفتاب سرودهٔ اوکتاویو پاز و ایکور سرودهٔ گاوین بنتاک را می‌توان از بهترین آثار او در زمینه ترجمه شعر به‌شمار آورد.
میرعلایی همچنین قصد داشت مجموعه آثار ویلیام شکسپیر را به فارسی ترجمه کند، چرا که معتقد بود آن‌چه از شکسپیر ترجمه شده لحن و زبان یکدستی ندارد. او در اواخر عمرش خودش را برای این کار آماده می‌کرد، اما قبل از این که فرصت این کار را پیدا کند کشته شد.
میرعلایی همچنین به گفته فرج سرکوهی در پادکست «قتل‌های زنجیره‌ای» رابط کانون نویسندگان ایران در اصفهان بود و تصمیمات و اخبار اعضای کانون در تهران را به نویسندگان عضو کانون در اصفهان و برعکس منتقل می‌کرد.
عباس معروفی در شماره ۵۲ مجله گردون نوشته است میرعلایی یک ماه قبل از مرگش در یک تماس تلفنی به او خبر داده بود که قصد دارد جایزه ادبی زنده‌رود را در اصفهان به راه بیندازد.

## مرگ
وی از جمله نویسندگان و روشنفکرانی بود که در سری قتل‌های موسوم به قتل‌های زنجیره‌ای توسط عوامل وزارت اطلاعات جمهوری اسلامی در صبح روز دوم آبان ماه ۱۳۷۴ هنگامی که از منزلش به سوی کتابفروشی محل کارش در حرکت بود ناپدید و جسم بی‌جان او در حدود ساعت ۱۰ شب در کوچه‌های خیابان میر اصفهان پیدا شد. پول نسبتا زیادی که قرار بود آن روز در کتاب‌فروشی به کسی بدهد هنوز در جیبش بود. محل پیدا شدن جنازه به خانه زاون قوکاسیان، فیلمساز ارمنی اهل اصفهان و از دوستان میرعلایی خیلی نزدیک بود. سناریوی مدنظر قاتلان احتمالا این بود که میرعلایی به همراه رفیق ارمنی‌اش بیش از حد الکل مصرف کرده و در پی آن سکته کرده است. مامور پزشکی قانونی رد دو تزریق را روی دست میرعلایی دیده بود و مرگ را مشکوک اعلام کرده بود. حتی از پیکر نمونه‌برداری کرده بود و به تهران فرستاده بود. اما نتایج نمونه‌برداری هرگز به دست خانواده نرسید. بعدها معلوم شد که احمد میرعلایی بر اثر تزریق انسولین از ناحیه دست راست دچار ایست قلبی شده بود.
او از امضاکنندگان متن نامه ما نویسنده‌ایم و همچنین متن اعتراض به دستگیری سعیدی سیرجانی بود. علاوه بر فعالیت‌های فرهنگی فوق بسیاری ملاقات او با وی.اس. نایپل در سفرش به ایران را از دلایل خشم نیروهای امنیتی می‌دانند؛ فرج سرکوهی در کتاب خود اشاره می‌کند در سفر وی.اس. نایپل، دولتی‌ها اجازه نمی‌دادند تا نویسندگان مستقل با او دیدار کنند ولی او از فرصتی استفاده می‌کند و برای دیدار با مترجم کتابش، «هند تمدن مجروح»، به اصفهان می‌آید و میرعلایی در این نشست و برخاست چند روزه تصویری واقعی و متفاوت با گفتار دولتیان به نایپل ارائه می‌دهد که در ذهنیت نیپول و گزارشش از سفر ایران تأثیر تعیین‌کننده‌ای می‌گذارد. این اعای سرکوهی درباره دلیل قتل میرعلایی در حالی است که کتاب نیپول درباره سفرش به ایران با عنوان «فراسوی ایمان: سیر وسفر درمیان نودینان» (به انگلیسی: Beyond Belief: Islamic Excursions among the Converted Peoples) در سال ۱۹۹۸، یعنی حدود سه‌وسال نیم بعد از قتل میرعلایی منتشر شد. یک فصل از این کتاب به ایران و یک بخش از این فصل به اصفهان و شیراز اختصاص دارد. در میان چند نفر اصفهانی‌ای که نایپل در کتابش از آن‌ها یاد می‌کند، هیچکدام شباهتی به احمد میرعلایی ندارند و حرف‌هایی شبیه عقاید میرعلایی نمی‌زنند. نایپل در آن کتاب جنبه‌های مختلف حکومت دینی را نقد می‌کند.
میرعلایی اواخر عمرش به پسرعموی پدرش، مودب میرعلایی گفته بود که تهدید می‌شود و مدام آگهی مرگ سعیدی سیرجانی را برای او می‌فرستند.

## آثار

### منتشرشده
برخی از ترجمه‌های منتشر شده احمد میرعلایی:
1. وایتینگ جان: «شیاطین» (نمایشنامه)، کتاب زمان، تهران، ۱۳۴۸
2. خورخه لوئیس بورخس: «ویرانه‌های مدور»، کتاب زمان، تهران، ۱۳۴۹
3. یان فلمینگ: «چیتی چیتی بنگ بنگ» (کودکان)، پیوند، تهران، ۱۳۵۰
4. اکتاویو پاز: «سنگ آفتاب» (شعر)، کتاب زمان، تهران ۱۳۵۰
5. ای.تی. مور: «ای.ام. فاستر» (نقد آثار) جیبی، تهران، ۱۳۵۱
6. خورخه لویس بورخس: «الف و داستان‌های دیگر»، پیام، تهران، ۱۳۵۱
7. عبدالحکیم خلیفه: «عرفان مولوی» (با همکاری دکتر احمد محمدی)، شورای عالی فرهنگ، تهران، ۱۳۵۲
8. مریل جین، «اسب عالی» (کودکان)، بانک صادرات ایران، تهران، ۱۳۵۲
9. اکتاویو پاز و دیگران: «دربارهٔ ادبیات»، کتاب زمان، تهران، ۱۳۵۳
10. خورخه لویس بورخس: «هزارتوها»، کتاب زمان، تهران، ۱۳۵۵
11. ویلیام گلدینگ: «خدای عقرب»، کتاب زمان، تهران، ۱۳۵۵
12. هانری پیر: «ژان پل سارتر» (با همکاری ابوالحسن نجفی) کتاب زمان، تهران، ۱۳۵۵
13. گراهام گرین: «کنسول افتخاری»، کتاب زمان، تهران، ۱۳۵۶
14. برنارد مالامود و دیگران: «طوق طلا» (مجموع داستان)، آگاه، تهران، ۱۳۵۶
15. اکتاویو پاز: «کودکان آب و گل» (نقد ادبی)، کتاب آزاد، تهران، ۱۳۶۱
16. وی. اس. نایپول: «هند، تمدن مجروح»، فاریاب، تهران، ۱۳۶۲
17. میلان کوندرا: «کلاه کلمنتیس»، دماوند، تهران، ۱۳۶۲
18. جوزف کنراد. «از چشم غربی»، کتاب زمان، تهران، ۱۳۶۳
19. گراهام گرین: «عامل انسانی»، رضا، تهران، ۱۳۶۵
20. خورخه لویس بورخس: «مرگ و پرگار»، فاریاب، تهران، ۱۳۶۴
21. خورخه لویس بورخس: «باغ گذرگاه‌های پیچاپیچ»، نشر رضا، تهران، ۱۳۶۸
22. هرمان ملویل: «بیلی باد، ملوان» نشر رضا، تهران، ۱۳۶۹
23. ادوارد مورگان فورستر: «درخت و خاطره (هواردز اِند)»، نشر نیلوفر، تهران، ۱۳۷۴
24. مقالات، داستان‌ها، و اشعار بسیار در مجلات جنگ اصفهان، سخن، نگین، الفبا، رودکی، فرهنگ و زندگی، آیندگان ادبی، کتاب جمعه، مفید، گردون، آدینه، دنیای سخن، کلک، لیترَری ریویو و جز آن.

### منتشرنشده
- ترجمهٔ دو جلد اول از چهار رمان چهارباب اسکندریه (ژوستین، بالتازار، مونتُوليو، و کِلیا) اثر لارنس دارل که هرگز اجازه چاپ نگرفتند.[۹]
- وینترسون جانت: شور، نشر زنده رود، اصفهان (ادبیات معاصر انگلستان)
- کاسترو، فررایرا: دیر راهبان، نشر فردا، اصفهان (ادبیات معاصر فرانسه)
- صادقی، بهرام: ملکوت (ترجمه به انگلیسی)
- خدایی، علی: پشت شیشه، پشت مه (ترجمه به انگلیسی)
- فرخ‌فال، رضا: بارانهای عیش ما (ترجمه به انگلیسی)[۱۰]